# Fagus sylvatica
Fagus sylvatica, el haya común, es un árbol caducifolio de la familia de las fagáceas. A los bosques de hayas se les llama hayedos o hayales.

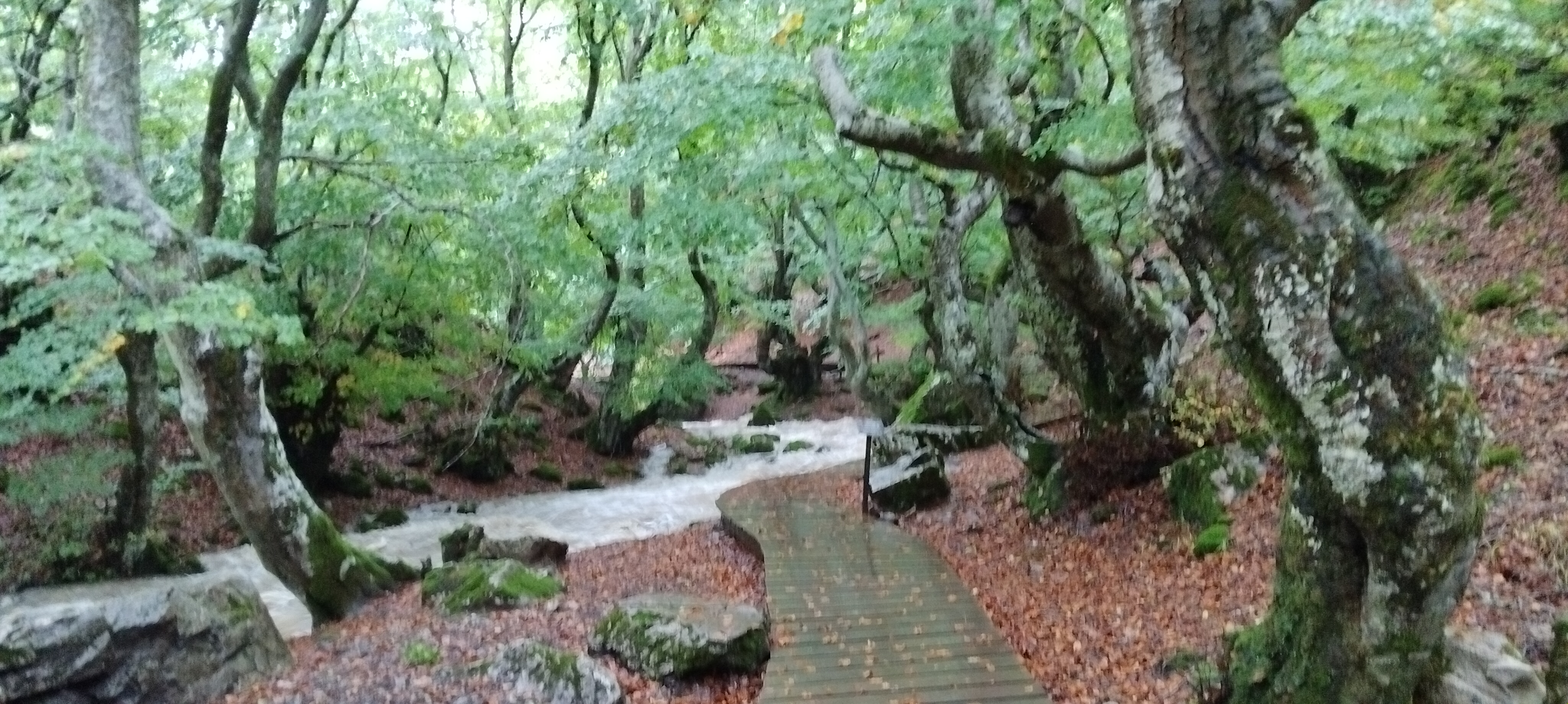
Hayedo de Ciñera. León. Octubre 2024

## Descripción
Es un árbol de una longevidad cercana a 250 años y de crecimiento lento que puede alcanzar los 35-40 m, con tronco recto y no ramificado, y copa ovalada en su tercio superior. Tiene porte cilíndrico si crece en bosque. En cambio si crece aislado o rodeado de árboles más jóvenes, su porte es anchamente cónico, más abierto e irregular.

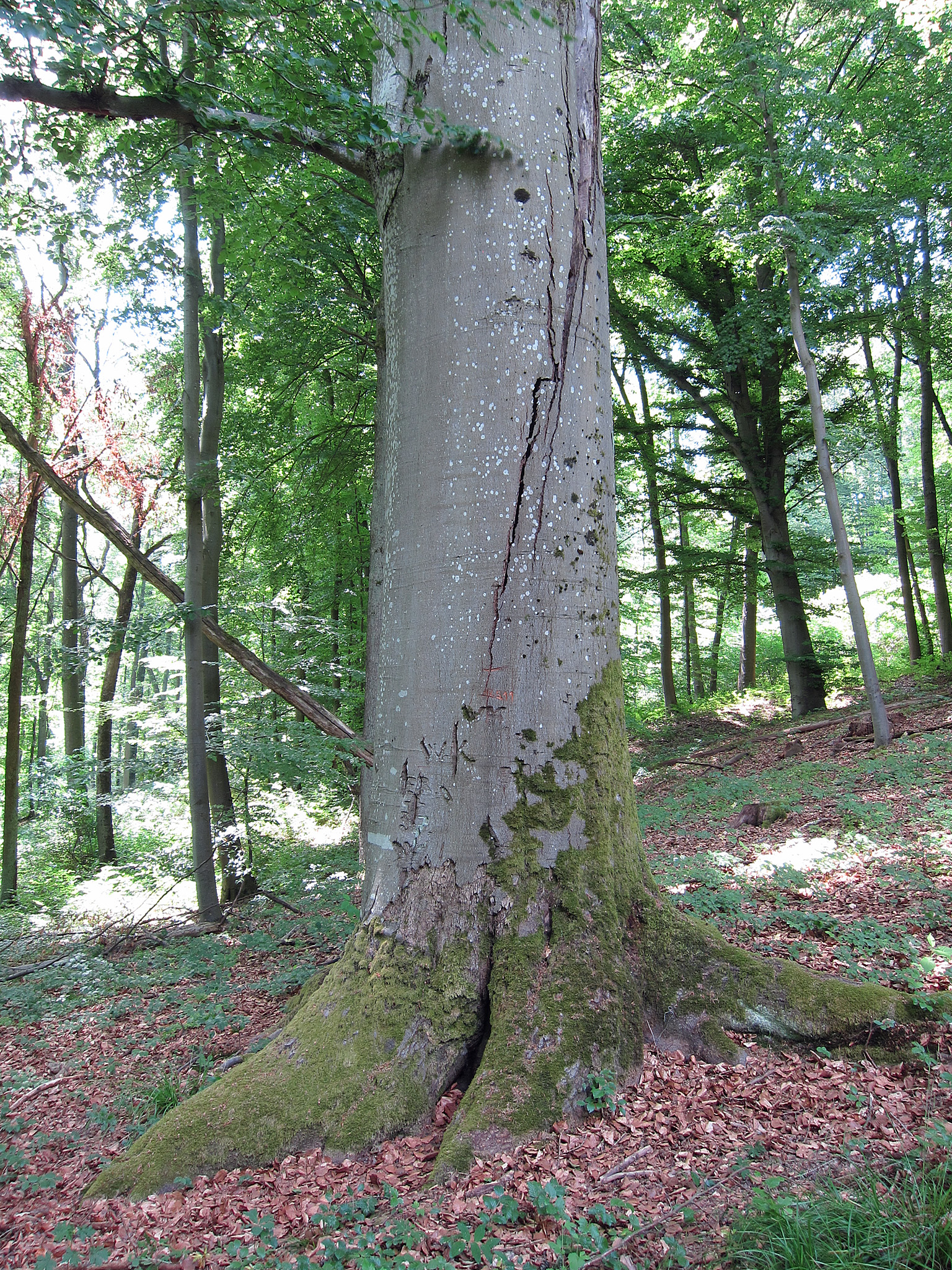
La corteza de esta especie, de color gris ceniciento, permanece prácticamente lisa durante toda su vida

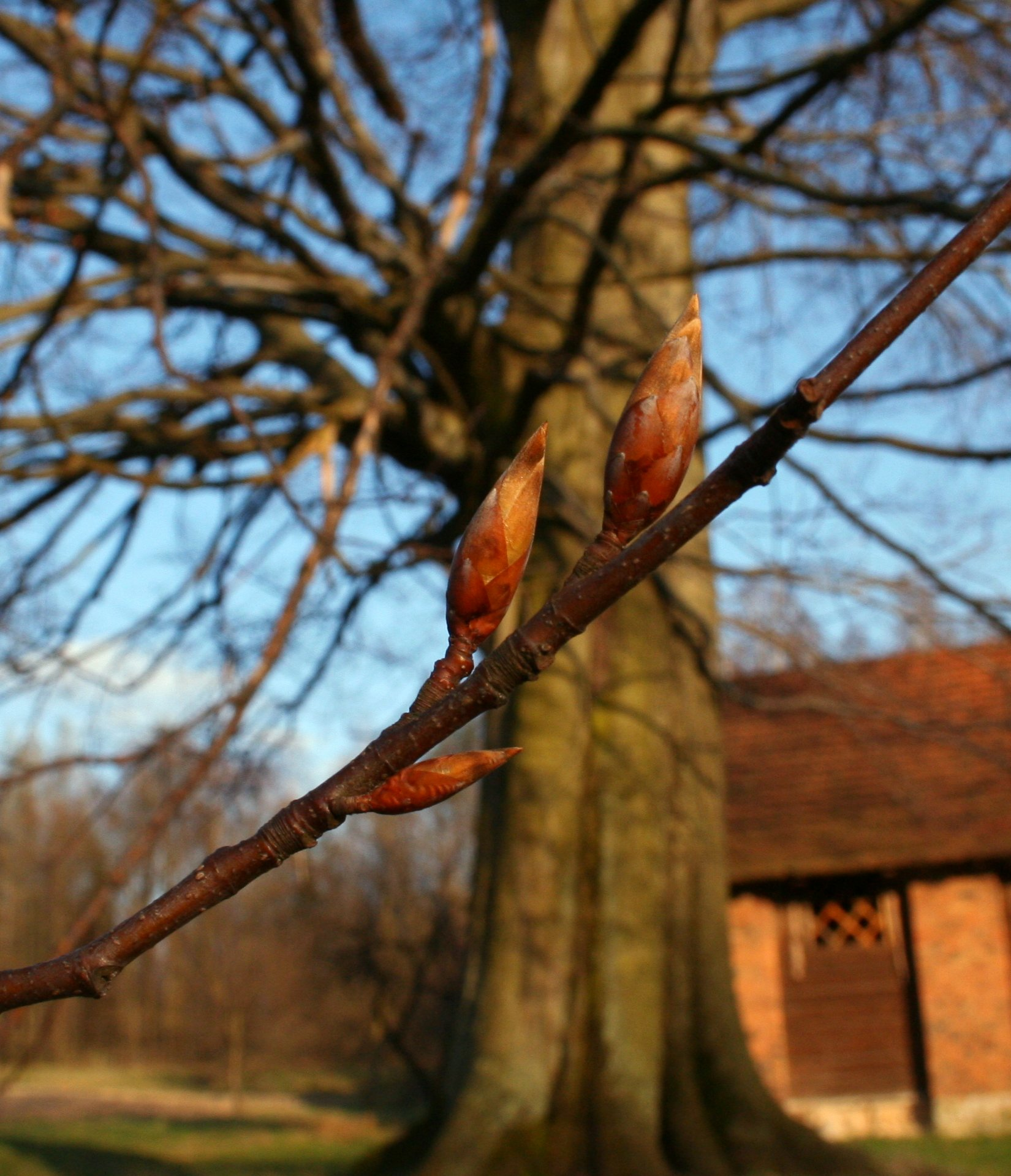
Yemas

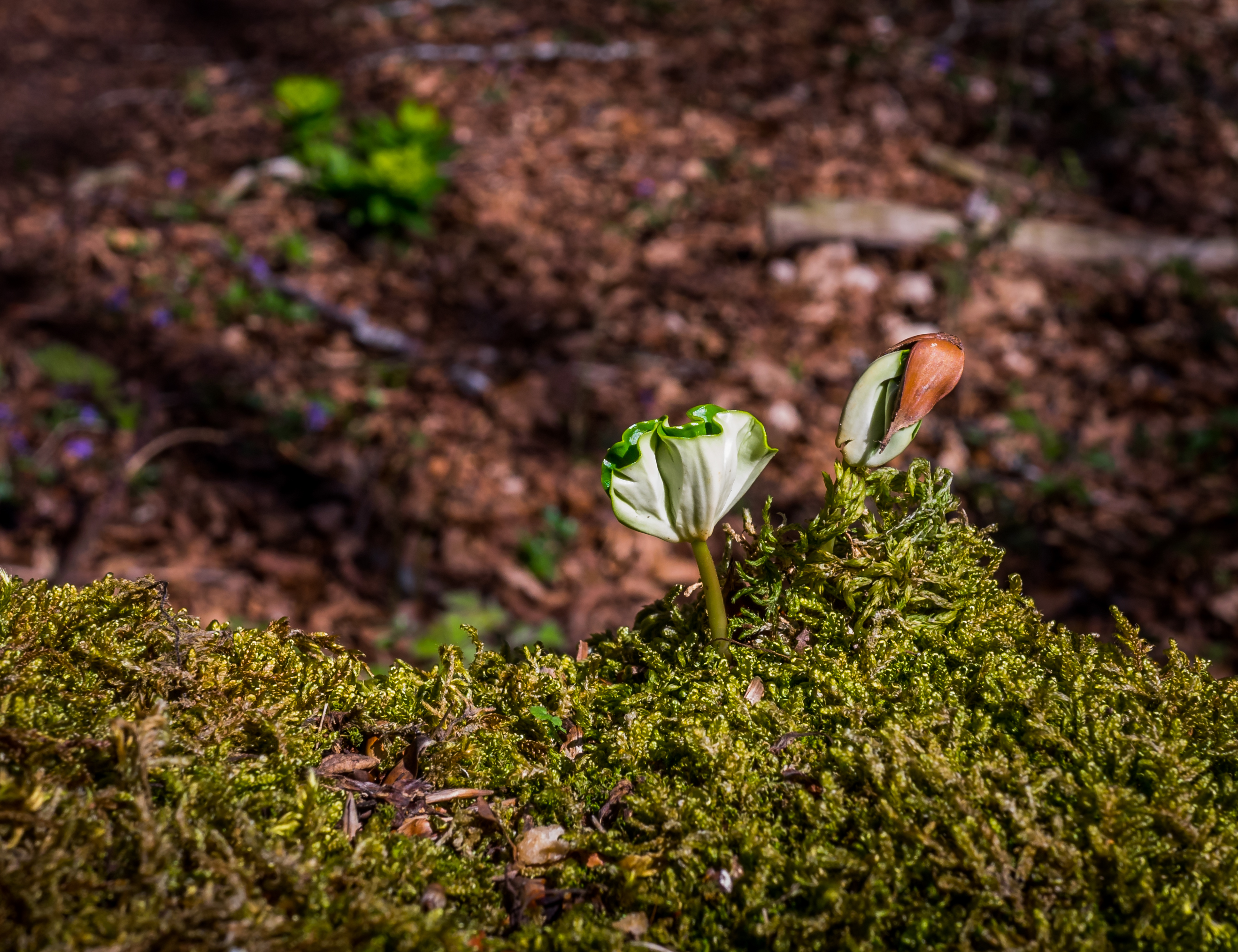
Dos hayas germinadas, se aprecian las dos primeras hojas (cotiledones)

Conserva la corteza prácticamente lisa durante toda su vida, de color gris ceniciento o blanquecino. Las hojas son simples, dísticas y alternas en los tallos jóvenes; en las ramas leñosas salen en fascículos sobre pequeños braquiblastos. Tienen un pecíolo corto, y el limbo es de forma ovalada, ondulado y lampiño, excepto el borde, rodeado de pelos largos muy característicos y algo festoneado. Son tiernas y de color verde vivo cuando son jóvenes, volviéndose más oscuras y algo coriáceas en la madurez. Los nervios laterales son paralelos (penninervia) y bien marcados, sobresalen en el envés. Se disponen en posición casi horizontal, y gracias a su filotaxia dística, captan la mayor cantidad de luz posible. Ello hace que sus bosques sean sombríos, y en verano, cuando las hojas han alcanzado su desarrollo, no permiten crecer a casi ninguna otra planta.

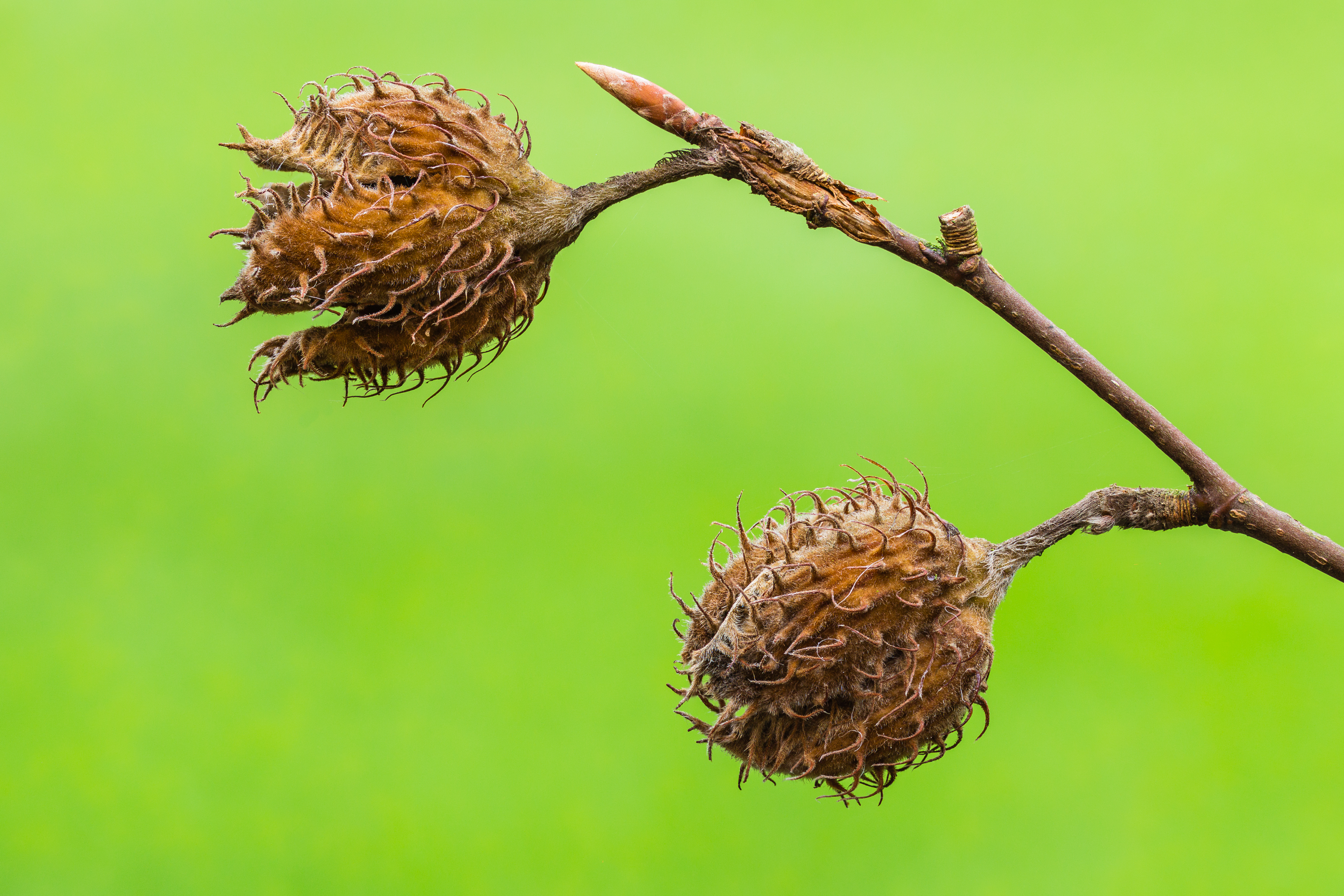
Hayucos semiabiertos

Es planta monoica y le crecen las flores masculinas agrupadas en inflorescencias globosas al final de un largo pedúnculo péndulo. Las femeninas salen en grupos de una a tres, rara vez cuatro, sobre un pedúnculo corto y erecto, en principio de color amarillento y después pardo-grisáceo. Carecen ambas de corola. El fruto se denomina hayuco contiene de una a tres semillas, aunque lo más frecuente es que sean dos. Los hayucos tienen forma de tetraedro, alargados y lustrosos, comestibles (con sabor a pipa de girasol) encerrados en una cúpula cubierta de cerdas bastante separadas. Al madurar se abre en cuatro valvas liberando las semillas.

Detalles de la formación de los frutos del haya
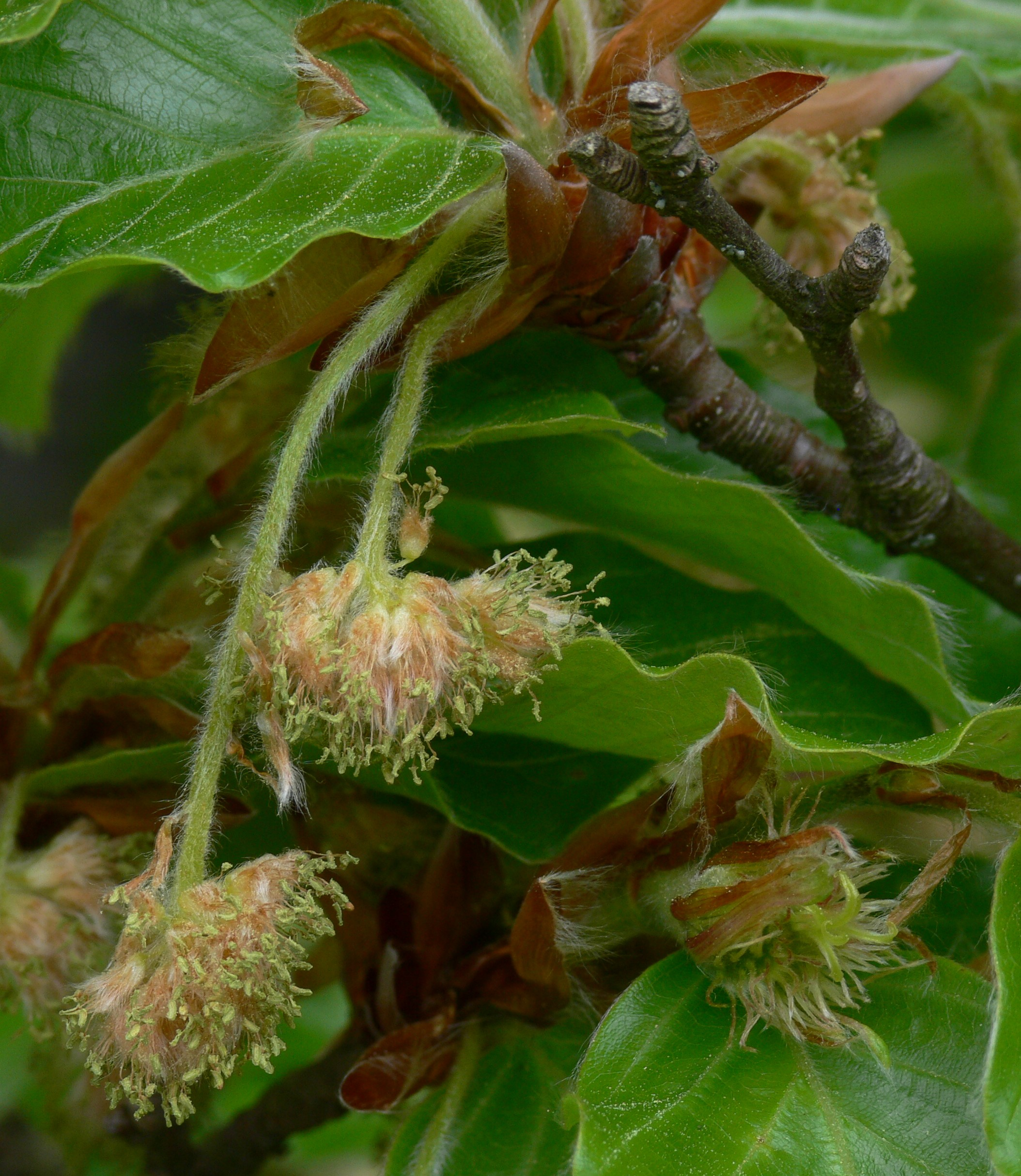
Flores masculinas (izq.) y femeninas (der.)
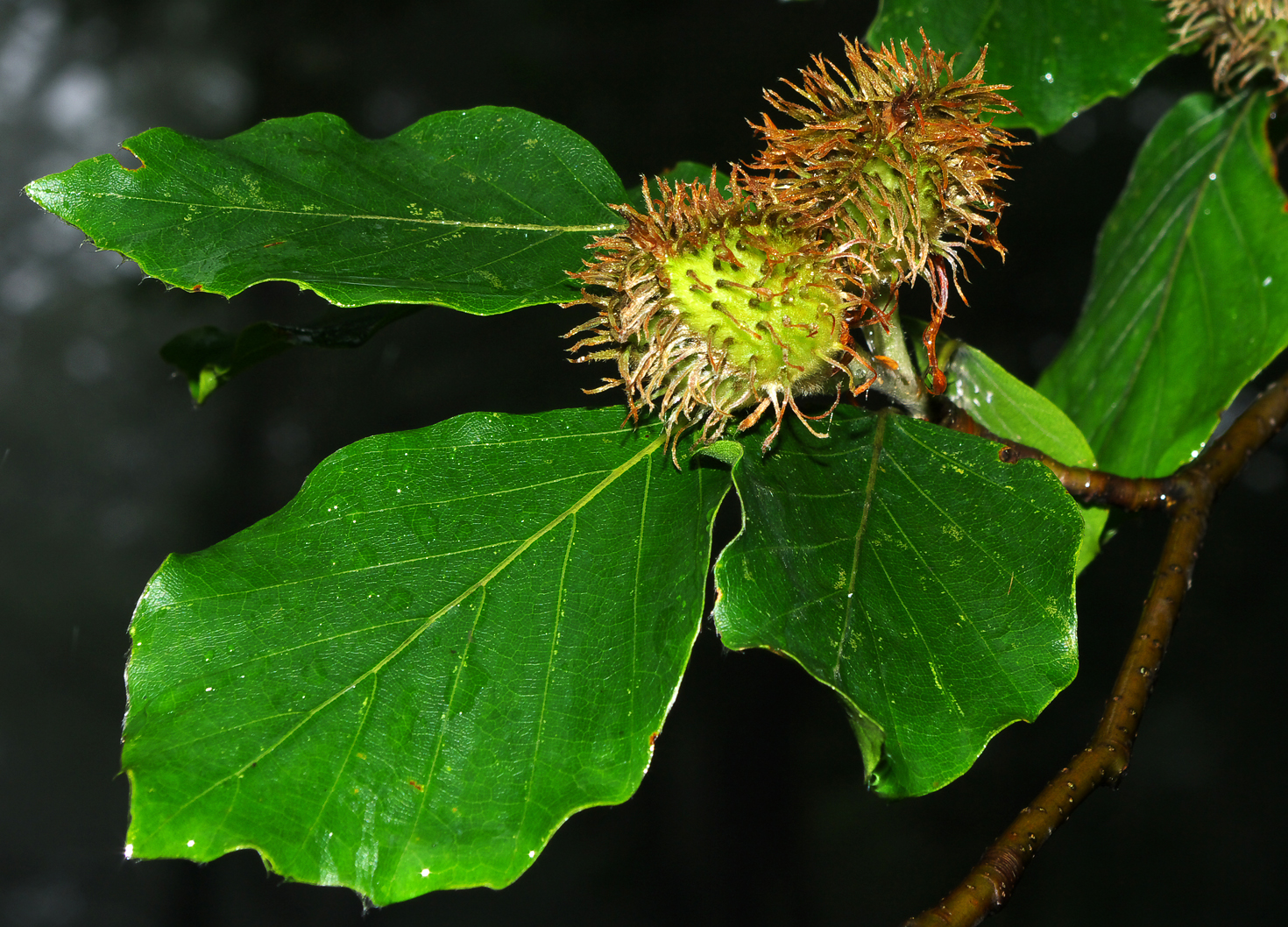
Fruto inmaduro
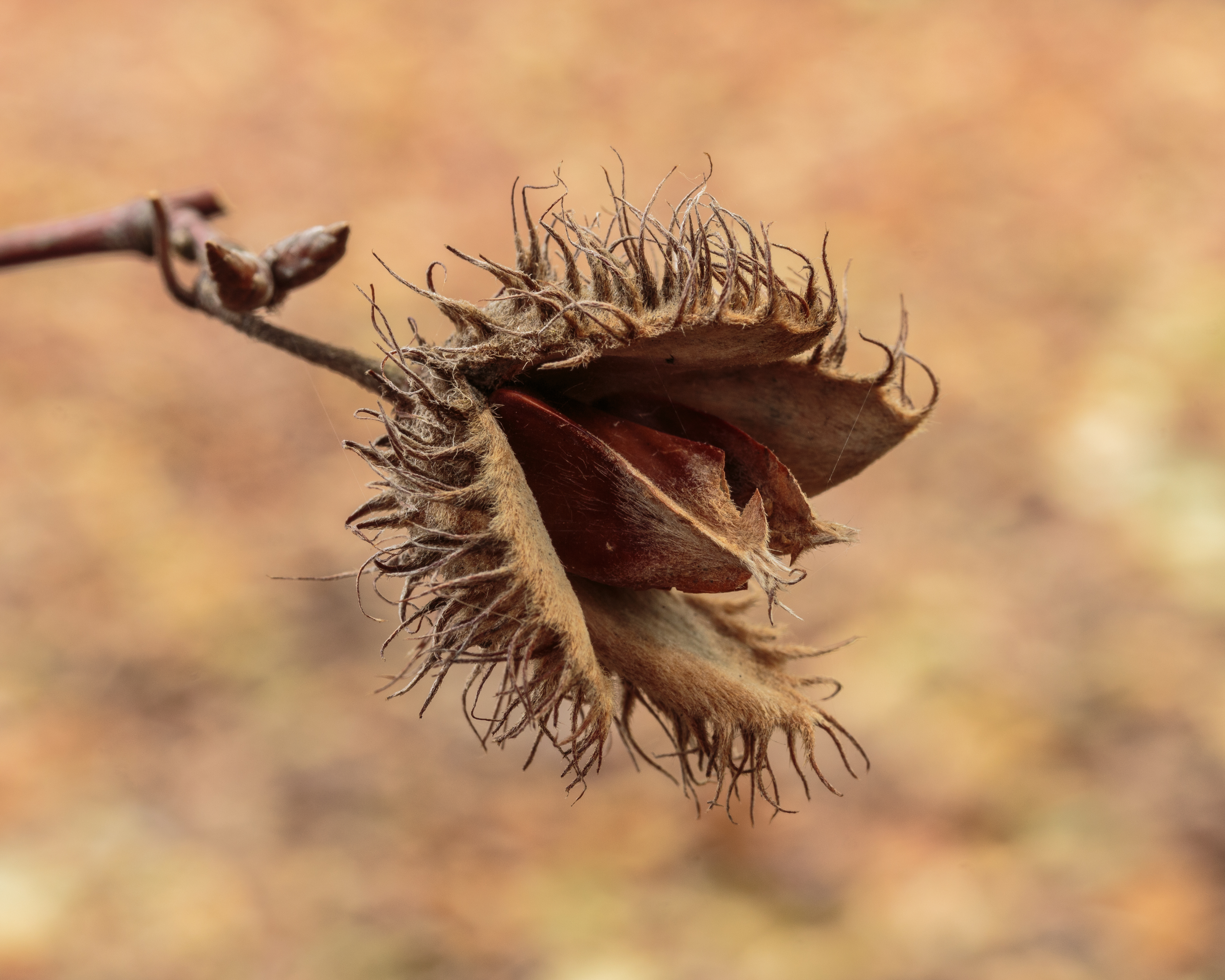
Fruto maduro abierto mostrando las semillas o hayucos

## Distribución y hábitat

### Europa
En Europa se extiende formando bosques desde Pilio, en el centro de Grecia, o relictos en Sicilia y en el centro de España. En Suecia y Noruega desde el sur, llegando hasta Trondheim en el norte. En Finlandia se conocen algunos bosquecillos de hayas. Se encuentra muy extendido en el centro de Europa destacando los bosques de la Selva Negra (Alemania), el Bosque de Soignes y también Sart-Tilman en Bélgica, la reserva del Saja en Cantabria o la Selva de Irati en Navarra (España), así como los hayedos de Francia donde las hayas conforman el 10 % del total de los bosques. El relicto más meridional se encuentra en las laderas del volcán Etna, en la isla de Sicilia.
El haya necesita suelos frescos y fértiles. Es indiferente al sustrato, pero los hayedos más ricos crecen sobre rocas calcáreas. Como tiene una elevada tasa de transpiración, necesita abundante lluvia y humedad atmosférica. Los hayedos climáticos suelen ser muy puros, sin embargo, es frecuente que en zonas montañosas aparezca el haya junto con otras especies caducifolias. En la parte superior, cerca de su límite altitudinal, se encuentran bosques mixtos con el abeto.

Península ibérica
En España es infrecuente fuera de la cordillera Cantábrica o los Pirineos. Hay hayas, sin embargo, en las laderas del Moncayo, en el parque natural de los Puertos de Tortosa-Beceite (Tarragona), siendo el hayedo más meridional de España, y en algunos bosques del Sistema Central: Tejera Negra (Guadalajara), la Pedrosa (Segovia) o en Montejo de la Sierra (Madrid). En Ciñera de Gordón (León) se encuentra el Faedo de Ciñera, uno de los hayedos mejor conservados.

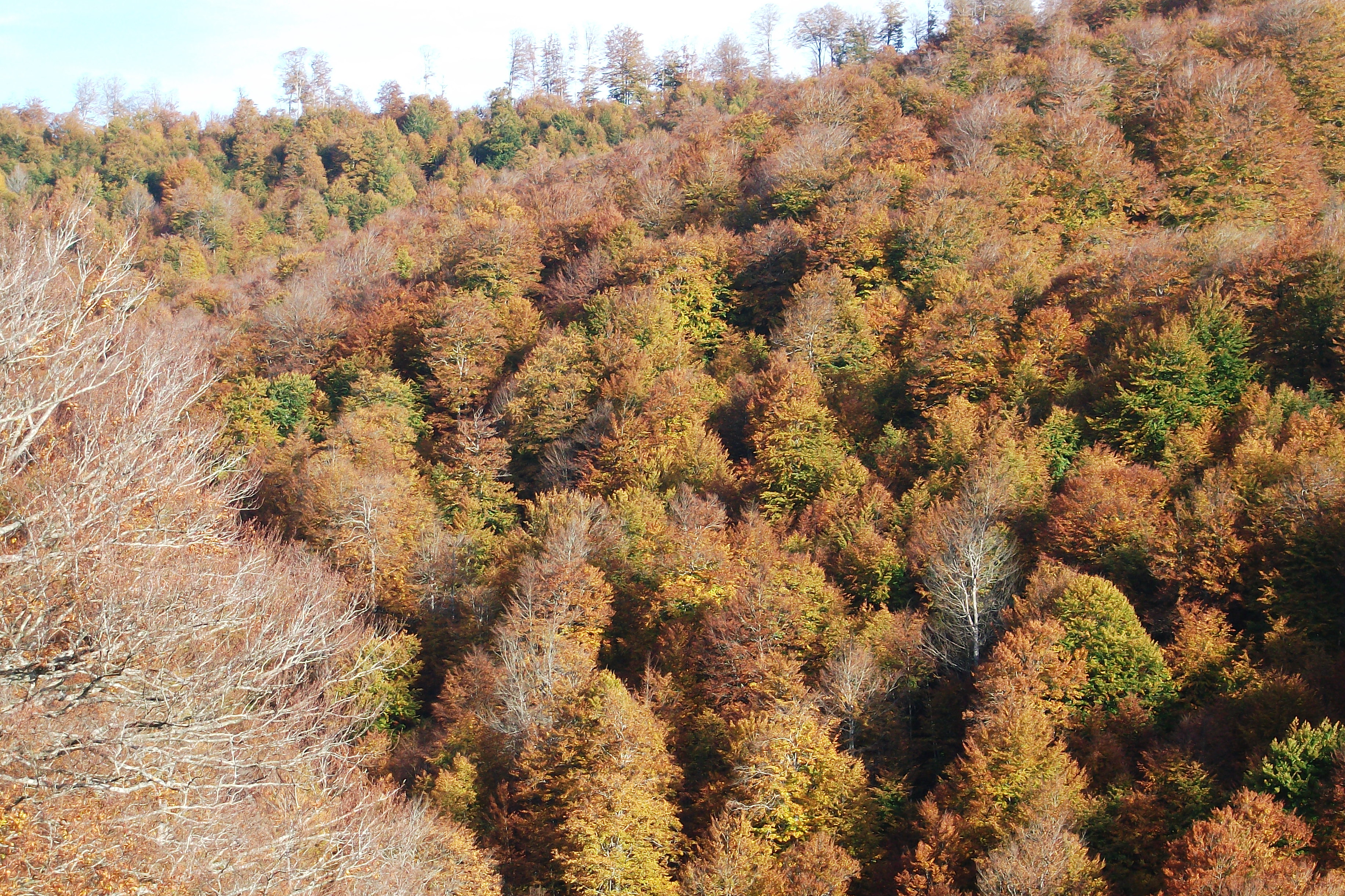
Hayedo de Irati (Navarra)

También es frecuente en las montañas del País Vasco y el Valle del Rudrón (Burgos). También dentro del sistema Ibérico se encuentran abundantes hayedos en las montañas de La Rioja, estando los más extensos en la sierra de la Demanda, en los valles de Tobia, Cárdenas y Valvanera. El límite occidental de su distribución ibérica está en el parque nacional da Peneda-Gerês, en el norte de Portugal, y el límite occidental costero se encuentra en el concejo de Valdés (Asturias). En esta última comunidad destaca el mayor hayedo de la comunidad, el de Monasterio de Hermo en Cangas del Narcea, a muy pocos kilómetros de uno de los mejores robledales de Europa, el de Muniellos.

## Variedades y cultivares
- F. sylvatica var. 'albovariegata'
- F. sylvatica var. 'asplenifolia'
- F. sylvatica var. 'atropunicea'
- F. sylvatica var. 'atropurpurea'
- F. sylvatica var. 'fastigiata'
- F. sylvatica var. 'pendula'
- F. sylvatica var. 'purpurea'
- F. sylvatica var. 'pyramidalis'
- F. sylvatica var. 'tortuosa'
- F. sylvatica var. 'variegata'

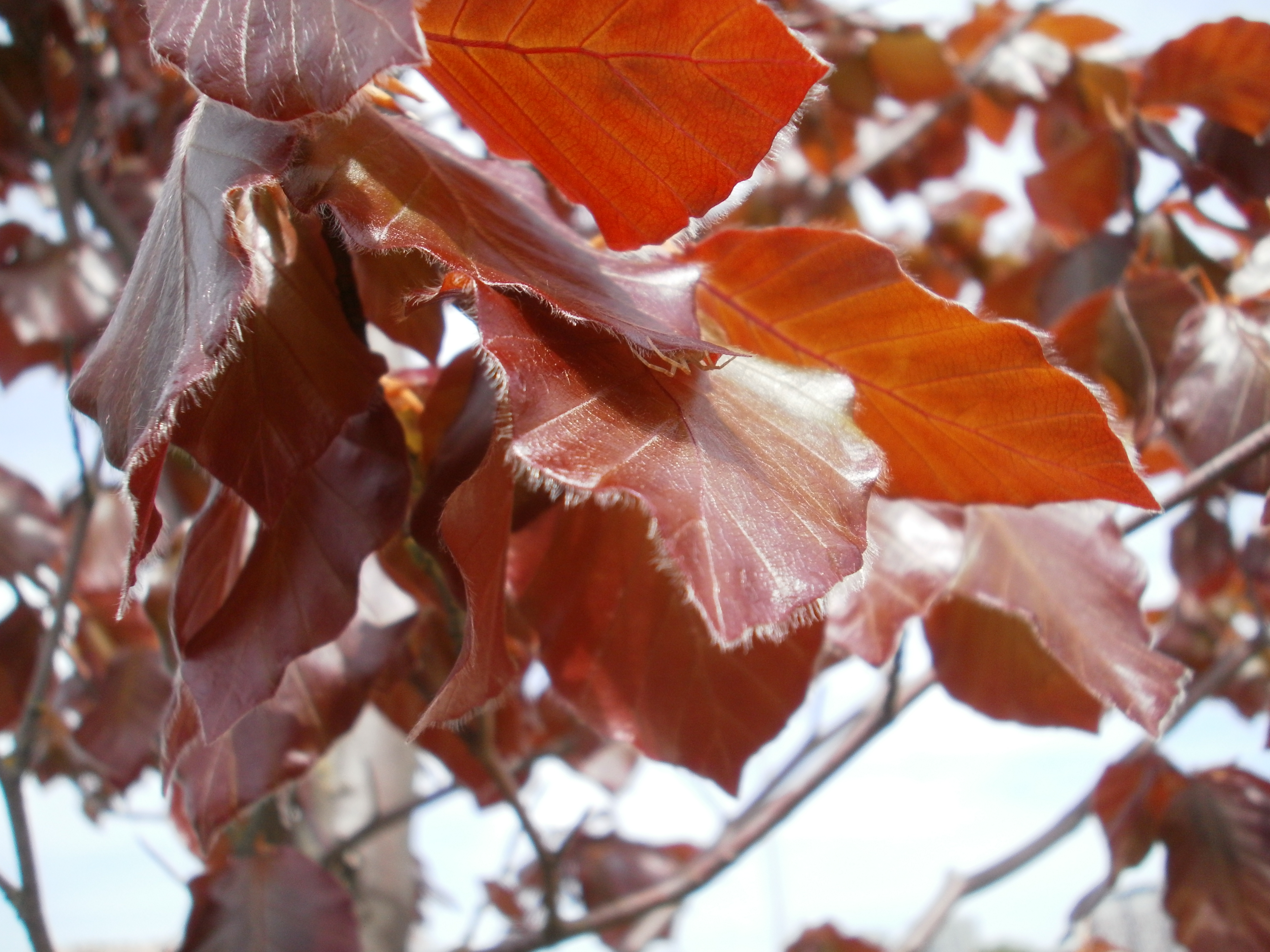
Hojas de Fagus sylvatica 'atropurpurea'.
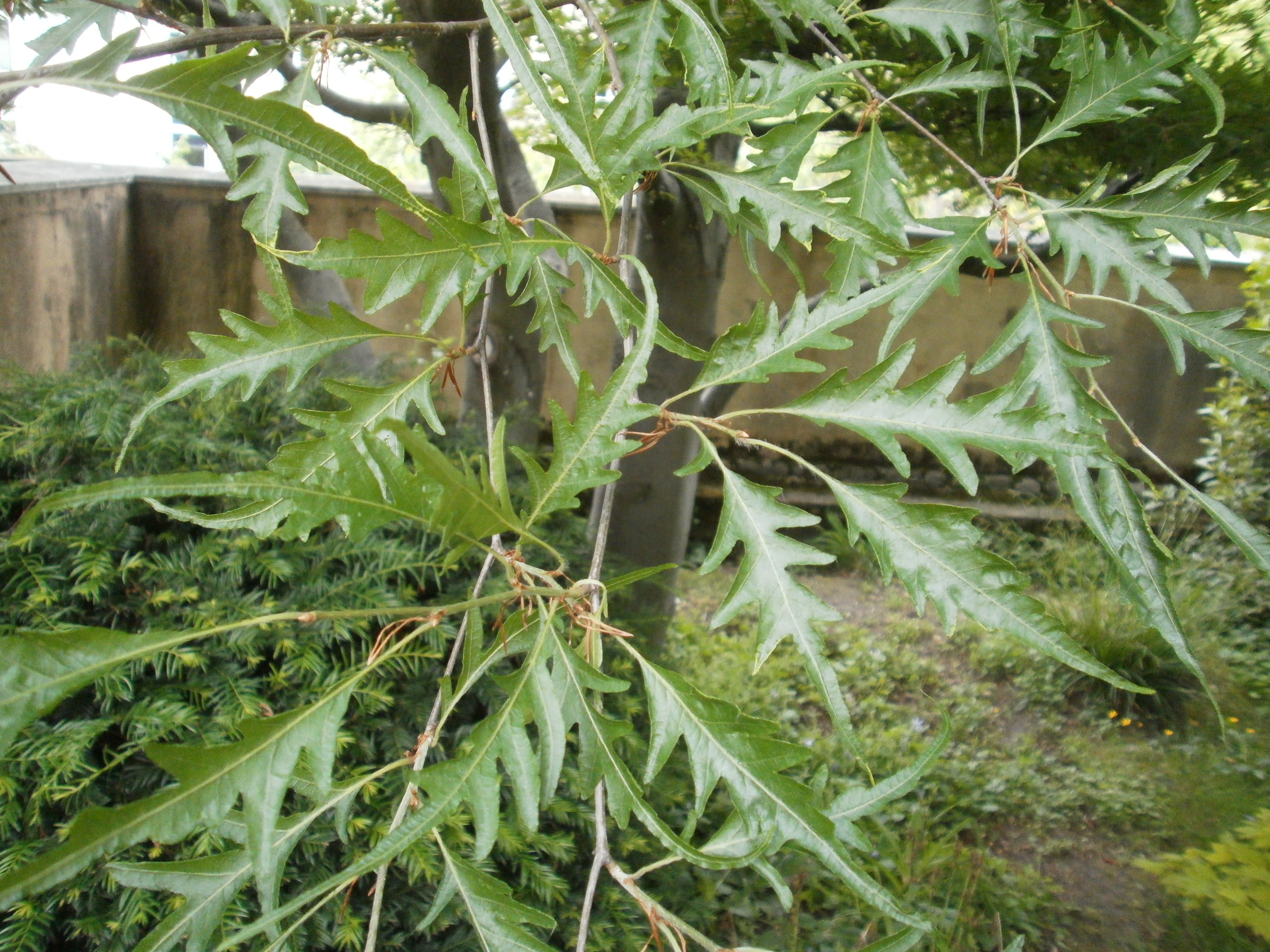
Follaje de Fagus sylvatica 'asplenifolia'.

## Usos y cultivo

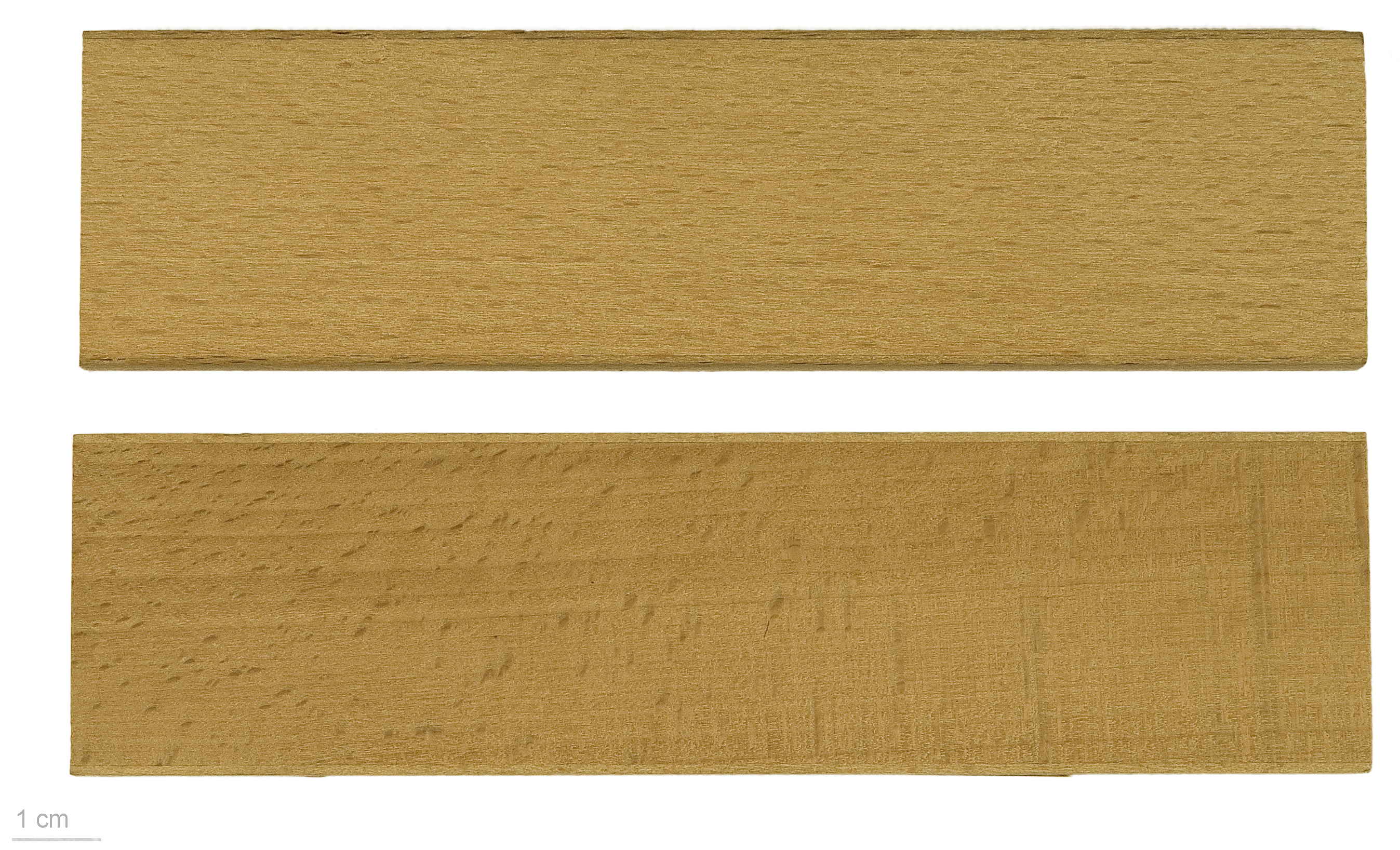
Muestra de madera de F. sylvatica

Se utiliza como árbol ornamental en parques y jardines.
Las semillas de los hayucos se utilizan en la alimentación humana por su alto valor nutricional. También se dedican al engorde de cerdos por su alto contenido en proteínas y aceite vegetal.
La madera, por su calidad y facilidad de trabajo, se utiliza en la ebanistería. Sirve para producir carbón vegetal, se extrae de ella creosota y alquitrán por destilación, y también se aprovecha la leña.

### Medicinal
Aunque en el pasado era habitual como remedio natural, su uso ha decaído. La decocción de corteza tiene propiedades astringentes, antidiarreicas, antiinflamatorias y antisépticas. Las hojas en infusión tienen efecto diurético.
Principios activos
- Corteza: contiene taninos (3-4 %), ácidos orgánicos, betulósido.
- Hojas: pentosanas, metilpentosanas, pigmento (idalina), abundantes flavonoides, sobre todo quercetósido.
- Otras partes: guayacol, creosol, cresolina, florol, tanino.[6]

### Cultivo
Necesita suelos húmedos con altas precipitaciones anuales (unos 1200 litros). Aunque los ejemplares viejos y bien arraigados toleran algo más de sequía, ya que su sistema radicular es capaz de buscar la humedad en las capas más profundas del terreno. Es bastante adaptable; puede crecer tanto en ambientes soleados como a media sombra.

## Taxonomía
Fagus sylvatica fue descrita por Carlos Linneo y publicada en Species Plantarum 2: 998. 1753.
Etimología
- Fagus: nombre genérico latino que se remonta a una antigua raíz indoeuropea que encuentra parentesco en el griego antiguo φηγός phēgós "tipo de roble"[8]
- sylvatica: epíteto latíno que significa "que crece en los bosques, silvestre".[9]

Sinonimia
- Fagus albovariegata Weston, Bot. Univ. 1: 107 (1770)
- Fagus luteovariegata Weston, Bot. Univ. 1: 107 (1770)
- Castanea fagus Scop., Fl. Carniol., ed. 2, 2: 242 (1772)
- Fagus sylvestris Gaertn., Fruct. Sem. Pl. 1: 182 (1788)
- Fagus echinata Gilib., Excerc. Phyt. 2: 396 (1792), opus utique oppr.
- Fagus aenea Dum.Cours., Bot. Cult., ed. 2, 6: 415 (1811)
- Fagus asplenifolia Dum.Cours., Bot. Cult., ed. 2, 6: 415 (1811)
- Fagus cristata Dum.Cours., Bot. Cult., ed. 2, 6: 415 (1811)
- Fagus pendula Dum.Cours., Bot. Cult., ed. 2, 6: 415 (1811)
- Fagus purpurea Dum.Cours., Bot. Cult., ed. 2, 6: 415 (1811)
- Fagus comptoniifolia Desf., Tabl. École Bot., ed. 2: 269 (1815)
- Fagus cuprea Hurter ex A.DC. in A.P.de Candolle, Prodr. 16(2): 119 (1864)
- Fagus laciniata A.DC. in A.P.de Candolle, Prodr. 16(2): 119 (1864), pro syn.
- Fagus salicifolia A.DC. in A.P.de Candolle, Prodr. 16(2): 119 (1864)
- Fagus variegata A.DC. in A.P.de Candolle, Prodr. 16(2): 119 (1864)
- Fagus quercoides (Pers.) Dippel, Handb. Laubholzk. 2: 51 (1891)
- Fagus crispa Dippel, Handb. Laubholzk. 2: 52 (1892)
- Fagus cucullata Dippel, Handb. Laubholzk. 2: 52 (1892)
- Fagus incisa Dippel, Handb. Laubholzk. 2: 51 (1892)
- Fagus purpurea var. roseomarginata Cripps, Gard. Chron., III, 12: 669 (1892)
- Fagus cochleata (Dippel) Domin, Bull. Int. Acad. Tchéque Sci., Cl. Sci. Math. Nat. Méd. 33: 70 (1932)
- Fagus tortuosa (Dippel) Domin, Bull. Int. Acad. Tchéque Sci., Cl. Sci. Math. Nat. Méd. 33: 72 (1932), pro syn.[10]

## Nombres comunes
- aguases, ayolín, ayorna, ayorno, ayurna, ayurno, bacua, caxiga, chaparro, chara, characo, chirpia, coscojo, fabeta, fabuco, fabucos (fruto), fago, fava, faya, fue, gabaces, grana, hagüey, hay, haya, haya de hoja purpúrea, haya roja, hayorno, hayuca, hayuco, hayucus, jaya, jayuco, matorra, ove, pago, pasto, pasto de haya (fruto), regoldo, urnija, urniju, zacarda, zaya.[11]

## Otras especies llamadas "haya"
- Haya obovata, un género de plantas de la familia Caryophyllaceae.
- El haya americana (Fagus grandifolia), y una posible subespecie de ella, el haya mexicana (Fagus mexicana), en México.
- Otras especies de árboles reciben el nombre de "haya", aunque pertenezcan a otro género o incluso familia, como Nothofagus, en la Patagonia, o la faya (Myrica faya), en las Islas Canarias.